# Luc et Lucette
Personnages
- Luc
- Lucette

Airs
- Le vin, le vin, le vin, le vin (duettino)
- Toc ! toc ! toc ! toc !

Luc et Lucette est un opéra-comique en un acte de Jacques Offenbach sur un livret de Auguste Pittaud de Forges et Eugène Roche, joué pour la première fois le 2 mai 1854 à la salle Herz à Paris,.

## Genèse
À partir du milieu des années 1840, Jacques Offenbach tente de monter ses opéra-comique mais à l'époque, les autorités prennent très au sérieux les privilèges théâtraux qui réservent les œuvres dramatiques musicales originales à un petit groupe d'entre eux, pour l'opéra-comique, c'est l'Opéra-Comique et le  Théâtre-Lyrique. La seule possibilité d'Offenbach est de présenter ses œuvres au public lors de concerts ponctuels qu'il organise chaque année. Ainsi, L'Alcôve est créée lors d'un concert à la salle Moreau-Santi, le 24 avril 1847; Le Trésor à Mathurin, le 7 mai 1853, dans la salle Herz, et un an plus tard, le 2 mai 1854, un autre concert a lieu au même endroit, dont le programme se termine par une représentation du nouvel opéra-comique Luc et Lucette .

## Description
Le livret de cet opéra en un acte a été écrit par l'ami proche du compositeur, Philippe-Auguste Pittaud de Forges et par l'expérimenté auteur de vaudeville Eugène Roche.  Il s'agit d'une œuvre d'un format plus petit que la précédente, pour seulement deux interprètes (L'Alcôve et Pepito ont trois personnages chacun et Le Trésor à Mathurin, quatre). Pour la représentation, il choisit Auguste Alphonse Meillet et Maria Meillet-Meyer du Théâtre-Lyrique.  Comme les trois œuvres scéniques précédentes, Luc et Lucette est une comédie lyrique se déroulant dans un décor champêtre. Jules Lovy, dans Le Ménestrel, l'a qualifie d'opérette pastorale.

## Reprises
Les Meillet chantent ce petit opéra à Vichy durant la saison d'été 1854 et Le Figaro mentionne que le Théâtre-Lyrique, le reprendra au répertoire dans quelques jours.  Mais cela ne se fait pas, même si Offenbach fonde quelques années plus tard son propre théâtre, le Théâtre des Bouffes-Parisiens, Luc et Lucette ne fait pas partie du répertoire, contrairement à Pepito et Le Trésor à Mathurin qu'il retravaille pour donner Le Mariage aux lanternes. Ni les paroles ni la musique de Luc et Lucette, ainsi que la version originale du Trésor de Mathurin, n'ont été conservées et on ne sait même pas si Offenbach a utilisé la musique de cet opéra dans l'une de ses œuvres ultérieures, 

## Distribution de la création
| Rôle              | Type de voix | Première distribution, 2 mai 1854 |
| ----------------- | ------------ | --------------------------------- |
| Luc Gaillard      | Baryton      | Auguste-Alphonse-Edmond Meillet   |
| Lucette Verdoyant | Soprano      | Marie-Stéphanie Meyer             |

|                          |
| Auguste-Alphonse Meillet |

|                       |
| Marie-Stéphanie Meyer |

## Critiques
« Nous nous abstiendrons de donner l'analyse de cette pièce, dont le fond ne diffère pas beaucoup de celui du Trésor à Mathurin, de Bonsoir Voisin, et autres bluettes du même genre. La musique se compose d'agréables morceaux, auxquels M. et Mme Meillet ont imprimé un excellent cachet. On a particulièrement goûté une grande scène comique dans laquelle Meillet fait le récit d'une historiette champêtre, en s'accompagnant du violoncelle , scène que le, compositeur a dotée d'une foule d'ingrédients hétérogènes, même du choral de Luther ! Nous citerons encore un joli duettino, les couplets le vin, le vin, une gracieuse romance de Mme Meillet et les couplets dialogues : Toc, toc. M. et Mme Meillet ont enlevé Luc et Lucette avec une verve extraordinaire. »
— Jules Lovy dans Le Ménestrel .